# أبالوسا
أبالوسا أو أوبيلوسا هي مجموعة من الهنود الحمر التي كانت فيما سبق تسكن حول منطقة أوبيلوساس في لويزيانا غرب الجزء السفلي من نهر المسيسيبي قبل وصول الأوروبيين في القرن الثامن عشر.
هناك عدة آراء فيما يتعلق بالاسم ولكن الرأي السائد هو أن اسم أوبيلوساس يعني «الساق السوداء» لأنه يعتقد أن الذين كانوا يقطنون في تلك المنطقة كانوا يصبغون سيقانهم بمادة سوداء أو غامقة. قال ميشيل دي بيروت والذي عاش في لويزيانا من عام 1690 حتى 1734 وأمضى أربعين سنة مع الهنود الحمر، أن الأبالوسا كانوا يعيشون غرب بحيرتين صغيرتين، والتي يعتقد أنهما مستنقع ليونارد، شرق أوبولوساس والتي كانت في السابق تعتبر الجزء الغربي الأقصى من نهر المسيسيبي. بسبب وجود ترسبات معدنية في قاع المستنقع بالإضافة إلى كم كبير من أوراق الشجر، كان لون الماء الراكد يميل إلى الأسود والذي كان يترك أثره على سيقان الهنود الحمر.

## اللغة
صرح الدكتور جون سيبلي في رسالة كتبها عام 1805 إلى توماس جيفرسون أن شعب الأوبيلوسا كان يتحدث لغة مختلفة عن اللغات الأخرى ولكن كانوا يفهمون أتكابا والفرنسية ولكن لغته لم يتم تدوينها على الإطلاق. صنف كلن من جون سوانتن وفريديريك هودج لغة أوبيلوسا أنها هي نفسها لغة أتكابا ولكن لا يوجد أي دليل لغوي.